# 泣き濡れた春の女よ
『泣き濡れた春の女よ』（なきぬれたはるのおんなよ）は、1933年に公開された清水宏監督の日本映画。

## スタッフ
- 監督 - 清水宏[1]
- 脚本 - 陶山密[4]
- 原作 - 本間俊[4]
- 撮影 - 佐々木太郎[1]
- 主題歌 -「流れ者の唄」、「春の女の唄」 作詞:大木惇夫、作曲:堀内敬三、髙階哲夫[3]
- 録音 - 土橋晴夫[3]
- 照明 - 吉村辰巳[3]
- 編集 - 水谷至宏、星野斎、秋野栄久[4]
- 監督補助 - 佐藤武、沼波功雄、荻原耐、佐々木康[3]

## キャスト
- 大日方傳 - 健二[3]
- 小倉繁 - 忠公[3]

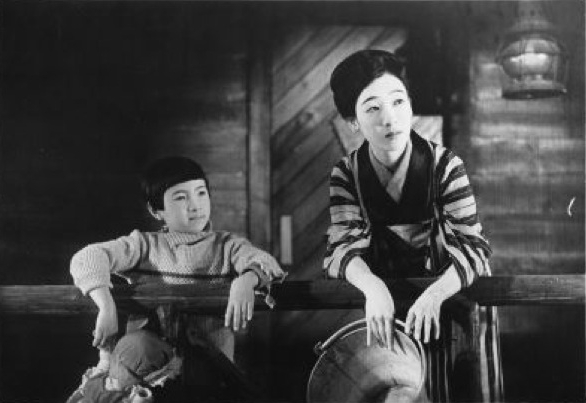
市村美津子（左）と千早晶子（右）

- 石山龍児 - 船員工藤[3]
- 大山健二 - ぐず安[3]
- 岡田嘉子 - お浜[3]
- 村瀨幸子 - お秋[3]
- 千早晶子 - お藤[5][6][7]
- 市村美津子 - お浜の娘おみつ[3]
- 富士龍子 - 酒場の女お龍[3]
- 雲井鶴子[3] - 酒場の女お鶴[5]
- 兵藤静枝[4] - 酒場の女お静[5]
- 白石明子[3] - 酒場の女お明[5]